# فرنك غارتنر
فرنك غارتنر هو دراج (وحمل سابقاً جنسية يوغوسلافيا)، (ولد في ليوبليانا في سلوفينيا 1906 – 1992 م).

## وصلات خارجية
- فرنك غارتنر على موقع أرشيف الدراجات (الإنجليزية)
- فرنك غارتنر على موقع إحصائيات الدراجات الإحترافية (الإنجليزية)
- فرنك غارتنر على موقع أوليمبيديا (الإنجليزية)